# Gerrit Visser (zanger)
Gerrit Visser (Wormerveer, 27 september 1887 - Koog aan de Zaan, 22 februari 1952) was een Nederlandse tenor.

## Levensloop
Hij was zoon van dienstbode Diederika Pette en fabrieksarbeider Andries Visser. Hijzelf trouwde in Duitsland met de twintig jaar jongere Marie Luise Berta Ehemann uit Bamberg. 
De eerste lessen kreeg hij  op de plaatselijke zangschool van de heer Zijlstra (verder onbekend gebleven); daarna volgden lessen van Anton Averkamp in Amsterdam. Hij studeerde er solozang en studeerde op 21 juli 1913 af in een examen van de Maatschappij tot Bevordering der Toonkunst. Al in 1915 stond hij met een gerenommeerd gezelschap in de Grote Zaal van het Koninklijk Concertgebouw. Onder leiding van Averkamp werd het 26-jarig jubileum gevoerd van het "Amsterdamsch A Cappella Koor" (1890-1915); Visser stond er tussen solisten sopraan Anna Kappel en tenor Johannes Messchaert, begeleid door het Concertgebouworkest. Hij zou in de jaren dertig nog driemaal met dat orkest optreden.
Op 30-jarige leeftijd vertrok hij naar Duitsland en werd daar verbonden aan een van de Duitse Opera's. Het grootste gedeelte van zijn carrière speelde zich in Duitsland af, onder andere te Elberfeld, Bremen, Berlijn en Neurenberg.
Hij trad vooral op in Italiaanse en Franse opera's. In 1933, na de opkomst van het Hitler-regime, was Visser genoodzaakt Duitsland te verlaten en vestigde hij zich voorgoed in Nederland. In Nederland zong hij enkele malen bij de opera (1924-1938): hij trad op bij het gezelschap Co-Opera-Tie in rollen als Don Jose (Carmen van Georges Bizet), Faust (Faust) van Charles Gounod), Tamino (Die Zauberflöte van Wolfgang Amadeus Mozart). Ook trad hij bij de Opera Studio van Paula Pella op als Sextus (Giulio Cesare van Georg Friedrich Händel) en voor de Wagnervereniging als Walther von der Vogelweide in Tannhäuser. Tegenspeelsters waren onder andere Faniëlla Poons als Carmen, Helene van Raalte-Horneman als Marguerite (Faust) en Lea Fuldauer als Pamina (Zauberflöte). Zijn vaste muzikale partner was Bernard Tabbernal, deze begeleidde hem op de vleugel. De Tweede Wereldoorlog maakte een einde aan zijn carrière. Visser, die begonnen was als medewerker in een chocoladefabriek, werkte zijn laatste levensjaren ook weer, onder andere vanaf januari 1952 bij Pette-chocoladefabriek in Wormerveer.
Hij stierf in armoedige omstandigheden. Hij werd begraven op de Algemene Begraafplaats te Koog a/d Zaan, waarbij kunstschilder Cees Bolding, die met hem bevriend was een rede hield. Een jaar na zijn begrafenis werd zijn weduwe op eigen verzoek onder curatele geplaatst vanwege “zwakheid van vermogens”.

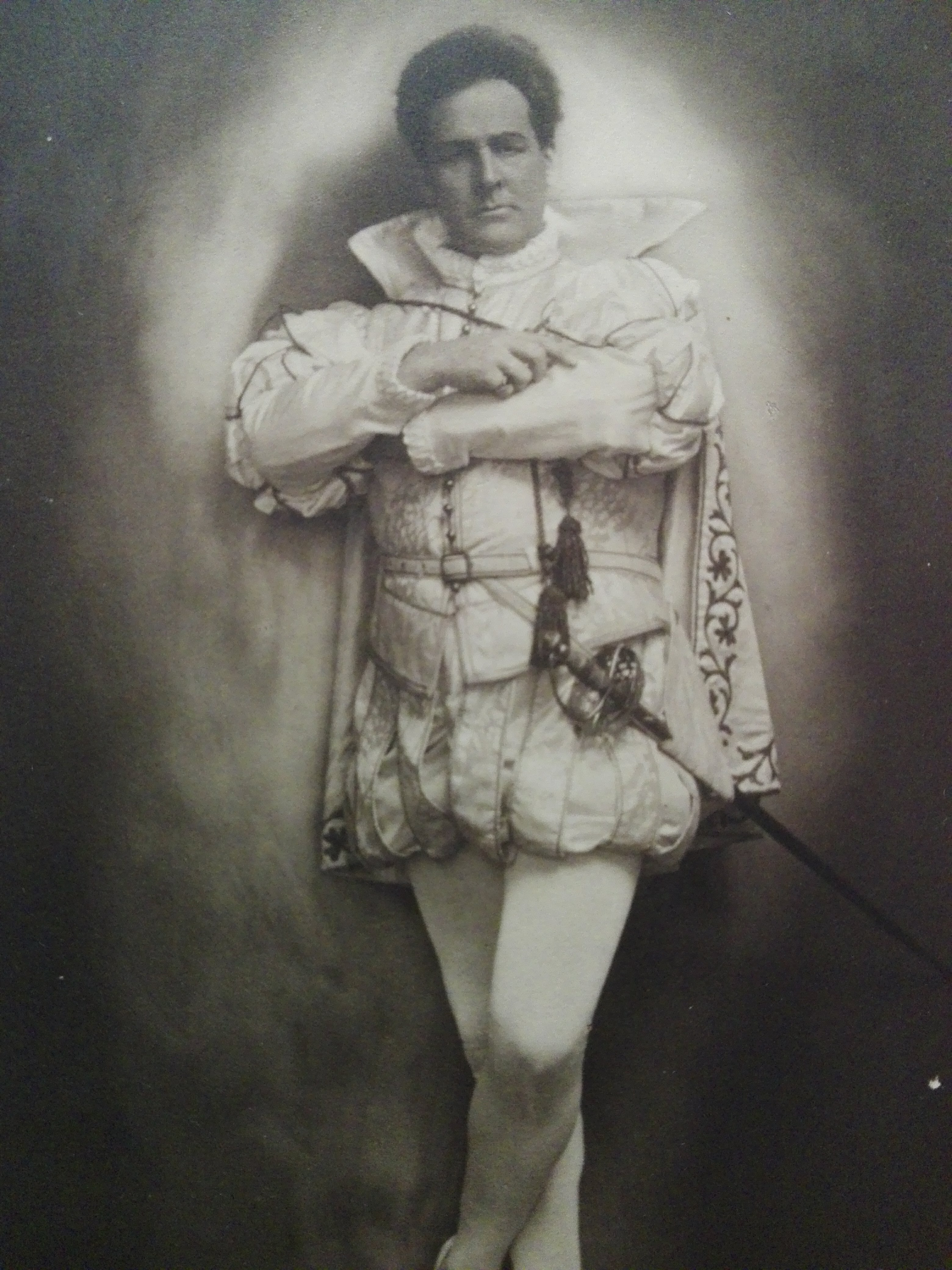
Gerrit Visser als Rigoletto
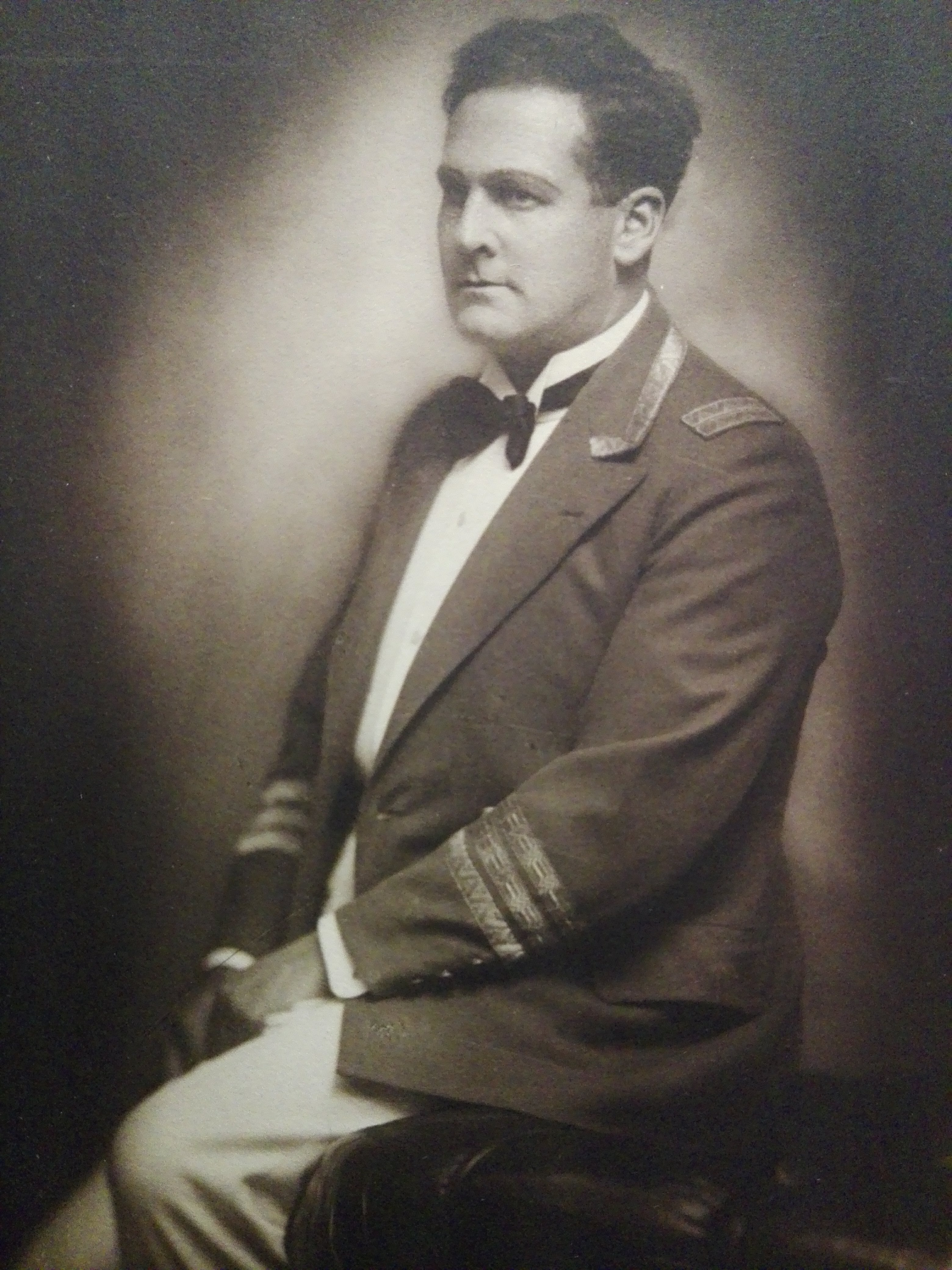
Gerrit Visser als Benjamin Pinkerton

- Gemeinsame Normdatei: 133064263
- Virtual International Authority File: 28249582